# Latino
 "Latina" omdirigeres hertil. For andre betydninger af Latina, se Latina (flertydig).
En latino (feminin form: latina) er en person, af latinamerikansk herkomst, eller tilhørende den latinamerikanske kultur. I USA en betegnelse for ikke-angloamerikanere med spansk baggrund, dvs. typisk indvandrere fra Mexico og Latinamerika.